# Monopetalanthus hedinii
Monopetalanthus hedinii é uma espécie vegetal da família Fabaceae.
Apenas pode ser encontrada nos Camarões.
Está ameaçada por perda de habitat.